# Apanteles taiwanensis
Apanteles taiwanensis är en stekelart som beskrevs av Jinhaku Sonan 1942. Apanteles taiwanensis ingår i släktet Apanteles och familjen bracksteklar. Inga underarter finns listade i Catalogue of Life.